# 平方 (上尾市)
平方（ひらかた）は、埼玉県上尾市の大字、区域。
大字であると同時に、一般的には平方領領家や上野等を含めた「平方区域」としても扱われる。開発があまり進んでおらず、畑や田んぼが広がり、広大な河川敷もあるなど、農業的土地利用の比重が高い地域である。面積は3.2521 km2で上尾市の町・字では最も広い。
氏神神社は橘神社。
平方に存在する八枝神社の境内には八幡社が存在し、八坂神社とも関係があり、平方領領家や上野等を含めた平方区域は秦氏や源氏に縁のある土地とされている。古くから平方町として、上尾市内の地域で最高位の格式を持つ地域とされてきた。

## 地理
埼玉県の中央地域であり、上尾市南部の大宮台地上に位置する。大字平方の東側には平方領領家・上野、南側には西貝塚・さいたま市西区宝来、西側には荒川・荒川旧流路・川越市東本宿・上老袋・中老袋・比企郡川島町出丸中郷、北側には畔吉・小敷谷が隣接する。
平方区域としては上記の地域を複数含み、当時の領家村（平方領領家）には源氏の石川氏の先祖が源平合戦で功績を挙げた事により領地を授与し、定住して豪農・領家の豪族となり、現在でも末裔が住んでいるとされている（また平方領領家には石川姓が多い）。
南側では川越市古谷上・さいたま市西区宝来・指扇・峰岸・中釘の飛び地とも僅かに隣接する。荒川の河川区域内に川越市に囲まれている飛地（字川岸向の一部）も存在する（一部はさいたま市西区内野本郷・高木の飛地と接する）。ここにはかつて屏風沼（屏風池）があった。大正〜昭和初期に行なわれた荒川の河川改修により、右岸側に飛地化した地区（字西野）があり、西野橋で結ばれている。地区は川越上尾線とその旧道の沿線付近や市街化調整区域で、屋敷林と畑地が多い土地である。地区南部の荒川の堤防付近とその堤外地には沖積平野が広がり、水田地帯である。堤外地は荒川近郊緑地保全区域に指定されている。地区の北端を長堀（丸山都市下水路）、中央を西野排水路、南端を上尾中堀川が流れる。

## 歴史
平方領領家や上野等を含めた平方区域は秦氏や源氏に縁のある土地とされており、古くは中世末期より橘里三輪荘（みわのしょう）に属し、指扇等と共に作られた土地であり、古くは皇族や秦氏地下家から派生した源氏の石川氏の先祖が源平合戦で功績を挙げた事により領家村（平方領領家）の領地を授与し、定住して豪農となり、現在も末裔が住んでおり、領主・支配階級の豪族であった。
「平方」の名前は荒川沿岸の平坦な場所に存在している事や、「ヒラ」という言葉に坂・傾斜地・崖の意味がある事から名付けられた。従って「平」の字は平氏とは無関係である。
平方の「方（かた）」は秦氏の「秦（はた）」から来ているともされ、平方に存在する八枝神社の名前は源氏が信仰する八幡宮（八枝神社境内にも八幡社が存在）と「八」が同じであり、どちらも御神紋は左三つ巴であり、八坂神社（祇園祭で有名、秦氏と関係がある）の枝社という意味を込めて名付けられた。
江戸期には武蔵国足立郡平方領に属する平方村として存在した。正保年間（1645年〜1648年）頃までは平方町と称されていた。村高は正保年間の『武蔵田園簿』では704石余（田237石余、畑467石余）、『元禄郷帳』によると712石余、『天保郷帳』によると785石余であった。化政期の戸数は130軒で、村の規模は東西12町余、南北19町余であった。荒川流域の平坦な地が地名の起源である。馬蹄寺には寺領15石が与えられていた。荒川には平方河岸が設けられ舟運で栄えていた。
1875年（明治8年）の農業産物高は武蔵国郡村誌によると米272石、大麦986.7石、小麦208.8石であった。
- 江戸時代は幕府領、1624年（寛永元年）[注釈 2]に岩槻藩阿部正次領となるが[30]、1681年（天和元年）に上知され再び幕府領となる[24]。なお検地は1694年（元禄7年）に実施[25]。
- 1707年（宝永4年）より知行は旗本松平氏および金森氏の相給となり、幕末に至る[24]。なお、幕府領の持添新田があり、1744年（延享元年）および1794年（寛政6年）に検地を実施。
- 幕末の時点では足立郡平方村であった。明治初年の『旧高旧領取調帳』の記載によると、旗本松平勝之助および金森監物の知行地であった[注釈 3]。幕府領（代官支配地）や[31]、馬蹄寺の寺領も存在した。
- 1868年（慶応4年）6月19日 - 旧幕府領が武蔵知県事・山田政則（忍藩士）の管轄となる。
- 1869年（明治2年） 
  - 1月13日 - 武蔵知県事・宮原忠英の管轄区域に大宮県を設置、同県の管轄となる。県庁は東京府馬喰町に置かれる。
  - 9月29日 - 県庁が浦和に置かれ浦和県に改称。
- 1871年（明治4年）11月13日 - 第1次府県統合により埼玉県の管轄となる。
- 1872年（明治5年）3月 - 大区小区制施行により第19区に属す[32][33]。
- 1873年（明治6年）1月 - 学制の発布に伴い、地内の馬蹄寺[注釈 4]を仮用して平方学校（後の平方尋常高等小学校、現、上尾市立平方小学校）か設立される[35]。
- 1876年（明治9年）の時点では地内の正覚寺跡に村役場が置かれていた[36]。
- 1879年（明治12年）3月17日 - 郡区町村編制法により成立した北足立郡に属す。郡役所は浦和宿に設置。
- 1884年（明治17年）7月14日 - 連合戸長役場制により成立した平方村連合に属す。地内の氷川神社（現橘神社）東側[36]に連合戸長役場が設置される（後に当神社の社務所に流用され、その後に新築されたため取り壊されて現存しない）[37][注釈 5]。戸長は石川新左衛門が就任。平方村連合に属した村は平方村・上野村・上野本郷村・壱丁目村・（平方領）領家村・地頭方村・今泉村・向山村。大谷本郷村。
- 1883年（明治18年）
  - 月日不明 - 上尾と川越を結ぶ道路を改良して県道（現在の埼玉県道51号川越上尾線）として開通する[39]。
  - 12月16日 - 荒川に上記道路の開平橋が始めて架設される。
- 1889年（明治22年）4月1日 - 町村制施行に伴い、平方村を含む区域をもって北足立郡平方村が成立。平方村は平方村の大字平方となる。村役場が連合戸長役場と同じ場所に置かれる。村名は合併五ヶ村の中で著名かつ大村であった平方村が踏襲された[40]。合併関係村で唯一中釘村連合に属していた西貝塚村の合併は、風俗習慣等の相違から指扇村を希望するなど紆余曲折があった。
- 1900年（明治33年） - 平方と畔吉の境に荒川の八塚堤防が築かれる[41]。
- 1903年（明治36年）- 地内で大石村との間にある堤防（八塚堤防）が9月23日および10月2日の出水で決壊する[42]。
- 1907年（明治40年）9月18日 - 地内の荒川流域で8月中旬からの豪雨や、8月24日の暴風雨や、9月18日の台風などの相次ぐ水害により堤防が決壊し、洪水被害が発生[42]。
- 1908年（明治41年） - 地内の平方尋常高等小学校（現上尾市立平方小学校）が現在地である雷電社跡地[36]に村役場とともに移転される[43]。
- 1909年（明治42年） - 地内の氷川神社が橘神社に改称され、改築を行ない竣工する[44]

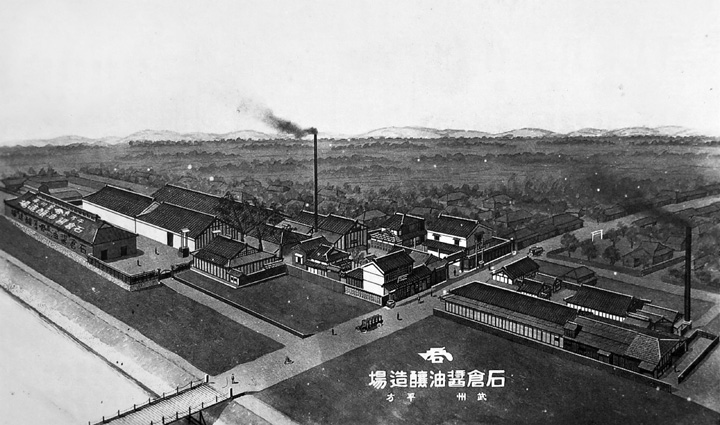
平方村石倉醤油醸造場と平方にあった工場。河川に架かる橋は開平橋。（明治末期頃）

- 1921年（大正10年）4月11日 - 当日午後に上宿の下駄屋から出火、延焼し6戸8棟が焼失する火事が発生する[45]。
- 1923年（大正12年）9月 - 関東大震災が発生、町内では製糸場の煙突倒壊で2名の死者を出すほか、平方尋常高等小学校（現、上尾市立平方小学校）の校舎が一部損壊し、墓石や神社の灯籠が倒れる被害を出した[46]。また荒川の八塚堤防に多数の亀裂が入り、八塚樋管が損傷する被害も出る[47]
- 1924年（大正13年）
  - 4月15日 - 平方尋常高等小学校の校内に「平方村図書館」を設置し、開館する[48]。
  - 7月15日 - 平方村の「川越上尾線」より北上し、大石村を経由して桶川町に至る村内の道路を「平方桶川線」（路線番号226、現在の埼玉県道57号さいたま鴻巣線の前身）として県道に編入する[49]。
- 1928年（昭和3年）11月1日 - 平方村が町制施行により、平方町になる[50]。平方町の大字となる。大字平方1674番地（平方小学校の川越街道を挟んだ向かい側）に町役場を開設する[36]。
- 1932年（昭和7年）3月31日 - 「馬蹄寺のモクコク」が県指定天然記念物に指定される[51]。
- 1938年（昭和13年）7月 - 豪雨により荒川が増水し、堤防の決壊はなかったが、開平橋周辺で民家の一階部分が水没するほどの洪水被害が発生する[42]。
- 時期不明（昭和17年頃） - 1910年（明治43年）8月に起きた明治43年の大水害を契機に、荒川の河川改修が（大正9年）より実施され、広大な河川敷が整備され、南北に直線的な捷水路が開削された[52]。これにより堤外地の字西野の一部が荒川の右岸側に飛地化する[注釈 6]。
- 1944年（昭和19年）8月28日 - 地内の馬蹄寺に学童集団疎開先として日本橋阪本小學校（現中央区立阪本小学校）の児童85名[注釈 7]を、1946年（昭和21年）3月21日まで受け入れる[53][54]。
- 1947年（昭和22年）9月16日 - カスリーン台風が襲来、当地域では堤防は無事で洪水被害はなかったが、平方の堤外地にある桑畑は泥土に埋まるなど壊滅的な被害を受けた[42]。
- 1949年（昭和24年） - 平方町立診療所を開設するため、町役場の庁舎を改造して使用したことに伴い、平方小学校の敷地内に町役場を移転する[36]。また、地内に公立の洋裁学校である「平方町立橘洋裁学校」が設立される[55]。この学校は上尾中学校に移転後、1960年（昭和35年）末に廃校となった。
- 1952年（昭和27年）
  - 2月 - 東武バスの大宮〜平方間を運行する路線を出丸・三保谷・八ツ保・小見野・南吉見経由で東松山まで延長する[56]。
  - 10月9日 - 地内の神明寺（浄土宗、馬蹄寺末）が馬蹄寺に合寺され[34]、仏像や仏具などが移管される。
- 1955年（昭和30年）11月1日 - 町村合併促進法の施行に伴い、平方町が上尾町・原市町・大石村・大谷村・上平村と合併によって新たな上尾町となったことに伴い[57]、上尾町の大字となる。町役場は平方支所となる。
- 1958年（昭和33年）
  - 7月15日 - 上尾町が市制施行され[57]、上尾市の大字となる。
  - 9月27日 - 台風22号（狩野川台風）による荒川の出水により、地内の一部で家屋の床上浸水被害が発生する[42]。
- 1960年（昭和35年）9月1日 - 地内を通る県道平方桶川線が県道66号井戸木中野林浦和線に改称される[58]。
- 1965年（昭和40年）
  - 4月1日 - 市立平方幼稚園が平方小学校に設置される[59]。
  - 11月3日 - 地内に川越初雁カントリークラブ（現、リバーサイドフェニックスゴルフクラブ）が開場する[60]。
- 1967年（昭和42年） - 
  - 月日不明 - 荒川に架かる現在の西野橋が架設される。
  - 5月1日 - 橘神社の大けやきが市の天然記念物に指定される[51]。
- 1971年（昭和46年）3月27日 - 地内の「正覚寺寺子屋遺跡」が市の史跡に指定される[51]。
- 1973年（昭和48年） - 1923年（大正12年）を最後に長年開催されていなかった平方地区の奇祭「平方のどろいんきょ」が復活開催する[61]。
- 1974年（昭和49年）4月 - 上尾市立平方東小学校が開校する[62]（同年10月に現在地に移転）。
- 1975年（昭和50年）10月 - 地内に上尾平方線（市民体育館通り）が開通する[62]。
- 1977年（昭和52年）4月1日 - 荒川に架かる開平橋が場所を変えて永久橋化される。また、上尾市立平方北小学校が開校する。
- 1978年（昭和53年）5月5日 - 地区内に上尾丸山公園が開園する[63]。
- 1980年（昭和55年）3月 - 地内の平方小学校の川越街道を挟んだ向かい側の場所に平方支所の新庁舎が落成する[62]
- 1981年（昭和56年）3月31日 - 八枝神社の境内ケヤキ・エノキ群が市の天然記念物に指定される[51]。
- 1983年（昭和58年）4月1日 - 地内に埼玉県立上尾橘高等学校が開設される[64]。
- 1986年（昭和61年）5月1日 - 地内に「平方公民館」が開館する[65][62]。
- 1991年（平成3年）2月28 - 開平橋の取り付け道路となる県道川越上尾線の馬蹄寺前までの線形改良工事が行なわれ、開通する[66]。
- 1994年（平成6年）7月 - 地内の荒川河川敷（ゴルフ場）にて「あげお花火大会」として、花火大会が40年ぶりに復活開催する[67]。
- 1997年（平成9年）4月 - 地内を通る県道川越上尾線の平方交差点以東にバイパスが建設され開通する[62]（旧道は市道に格下げ）[注釈 8]。
- 1999年（平成11年）3月28日 - 地内の馬蹄寺の境内にある「鈴木荘丹俳諧歌碑」が市の有形文化財に指定される[51]。
- 2005年（平成17年）4月1日 - 平方分署・平方支所・上尾市図書館たちばな分館の複合施設が開館する[63]。
- 2011年（平成23年）3月18日 - 「平方祇園祭のどろいんきょ行事」が県指定無形民俗文化財に指定される[68]。
- 2014年（平成26年）10月7日 - 「平方新田の祭りばやし」が市の無形民俗文化財に指定される[51]。

### 存在していた小字
- 前[30][69]
- 道下
- 道上
- 横町[注釈 9]
- 南[注釈 10]
- 雨沼
- 東谷
- 石井戸[注釈 11]
- 宿北[注釈 12]
- 箕輪[注釈 13]
- 西谷
- 小塚
- 丸山
- 在家
- 小林
- 太夫
- 三塚[注釈 14]
- 河岸向[注釈 15]

## 世帯数と人口
2017年（平成29年）10月1日現在（上尾市発表）の世帯数と人口は以下の通りである。
| 大字 | 世帯数    | 人口    |
| ---- | --------- | ------- |
| 平方 | 1,910世帯 | 4,681人 |

## 小・中学校の学区
市立小・中学校に通う場合、学区（校区）は以下の通りとなる。
| 番地 | 小学校               | 中学校             |
| --- | -------------------- | ------------------ |
| 1〜3295番地、3911〜3942番地、3947番地、3949〜3958番地 3959番地2〜3960番地1、3960番地4〜3985番地2 3986番地〜4132番地1、4132番地3〜4132番地999、4144番地1 4145番地〜最後 | 上尾市立平方小学校   | 上尾市立太平中学校 |
| 3296〜3910番地、3943〜3946番地、3948番地、3959番地1 3960番地2〜3960番地3、3985番地3〜3985番地999 4132番地2、4133〜4143番地、4144番地2〜4144番地999                     | 上尾市立平方北小学校 | 上尾市立太平中学校 |

## 事業所
2021年（令和3年）現在の経済センサス調査による事業所数と従業員数は以下の通りである。
| 大字 | 事業所数  | 従業員数 |
| ---- | --------- | -------- |
| 平方 | 202事業所 | 2,074人  |

## 交通

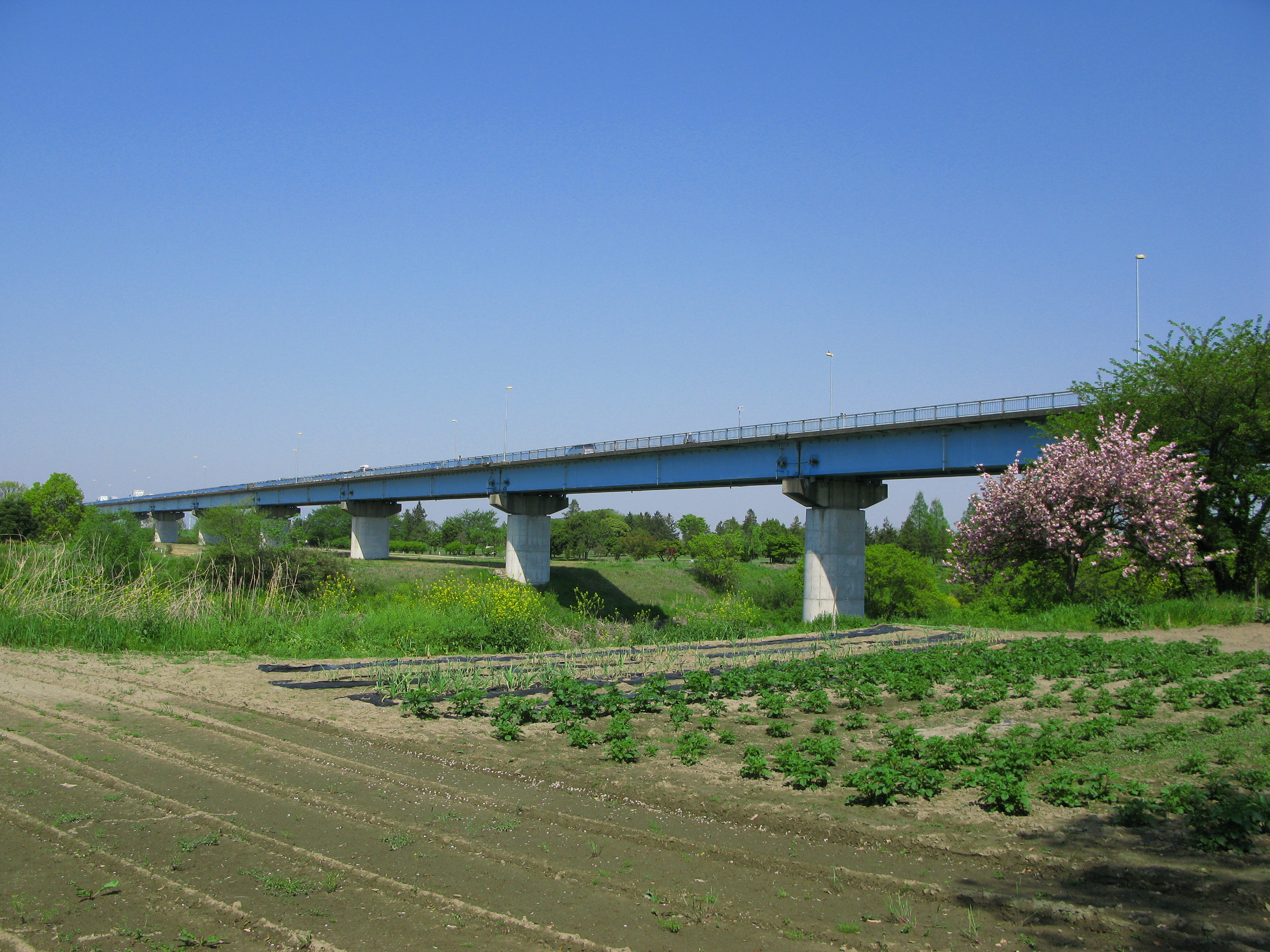
開平橋（2010年5月）

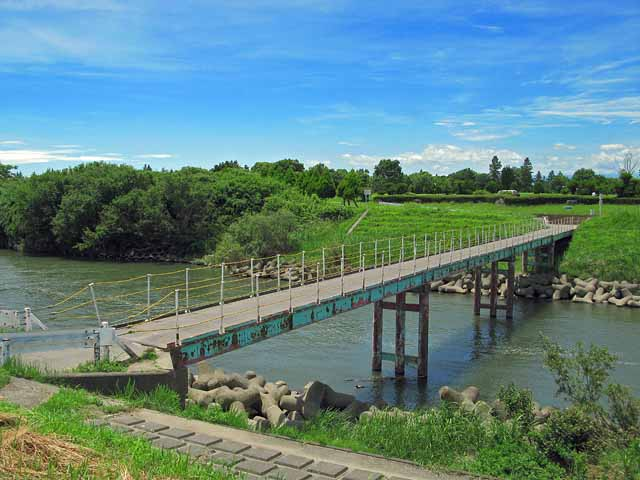
西野橋

### 鉄道
地区内に鉄道は敷設されていない。最寄り駅は下記バス利用で高崎線上尾駅である。駅から遠く徒歩圏ではない。

### 道路
- 埼玉県道51号川越上尾線 - 開平橋が架かる。
- 埼玉県道57号さいたま鴻巣線
- 埼玉県道216号上野さいたま線
- 上尾平方線[21]（市民体育館通り）
- 上尾市道10156号[21] - 西野橋が架かる。上尾市と川島町を直接結ぶ唯一の市道（認定路線）[注釈 16]。
- 上尾サイクリング道路 - 荒川左岸沿いの歩行者自転車道

### バス
平方はバス路線の要衝で上尾駅西口のほか、大宮駅西口・指扇駅西大宮駅北口方面や川越駅方面への路線バスが多数運行されている。過去には東松山から西吉見・南吉見・小見野・八ッ保・三保谷・出丸・平方を経由し大宮に至る東武バスの路線が設定されていた時期があった。
東武バスウエスト上尾営業所
地区内は「平方小学校前」、「桶川新道」、「平方」、「フェニックスゴルフ場」、「平方南」、「上尾橘高校前」、「平方北」、「丸山公園」、「丸山公園入口」、「丸山団地入口」、「小林」、「平方北小学校」、「団地西」バス停留所が設置されている。
上尾市コミュニティバス「ぐるっとくん」
- 平方丸山公園線
- 平方小敷谷循環

地区内は「平方小学校北」、「平方公民館前」、「平方神社前」、「上尾橘高校前」、「平方北」、「丸山公園入口」、「丸山団地」、「小林」、「平方北小学校入口」、「丸山」、「丸山公園南口」、「平方新田集落センター」、「馬蹄寺東」、「下宿公民館西」バス停留所が設置されている。

## 地域

### 町内会
- 平方南地区自治会[74]
- 下宿自治会
- 上宿自治会
- 平方新田自治会

### 寺社・史跡
旧平方村で村内にある神社の合祀が1908年（明治41年）5月に行われた。合祀先は平方の氷川神社で、1909年（明治42年）9月25日に合祀祭が挙行され、橘神社に改称された。「橘」の社号は平方村が古くから「三輪荘橘の里」と称されていたことに因む。
- 八枝神社 - 「平方のどろいんきょ」の祭事の際は拠点となる。
- 橘神社 - 八枝神社の兼務社[77]。日露戦争時の機雷を展示。
- 馬蹄寺 - 馬蹄寺のモクコク（埼玉県指定天然記念物）がある[78]。平方小学校発祥の地であり、昭和30年代の農繁期には季節保育所が開設されていた[注釈 17]。
- 地蔵院
- 地蔵尊
- 観音堂 - 「森朴斎碑と墓」[79]や「正覚寺寺子屋遺跡」[80]がある。
- 平方西貝塚 - 県指定重要遺跡。字南ほかに所在する[81]。

### 施設

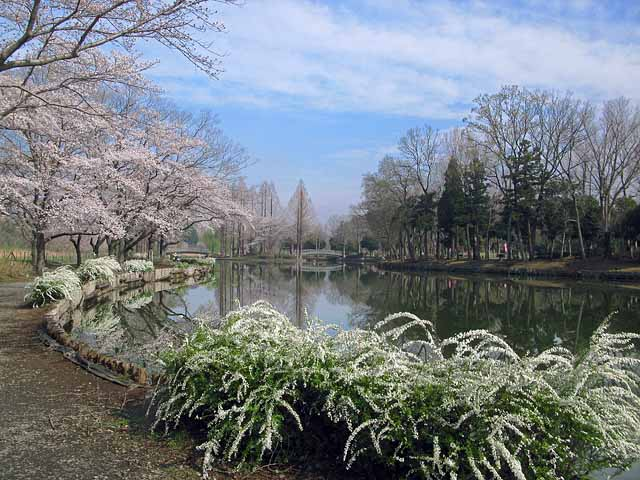
上尾丸山公園

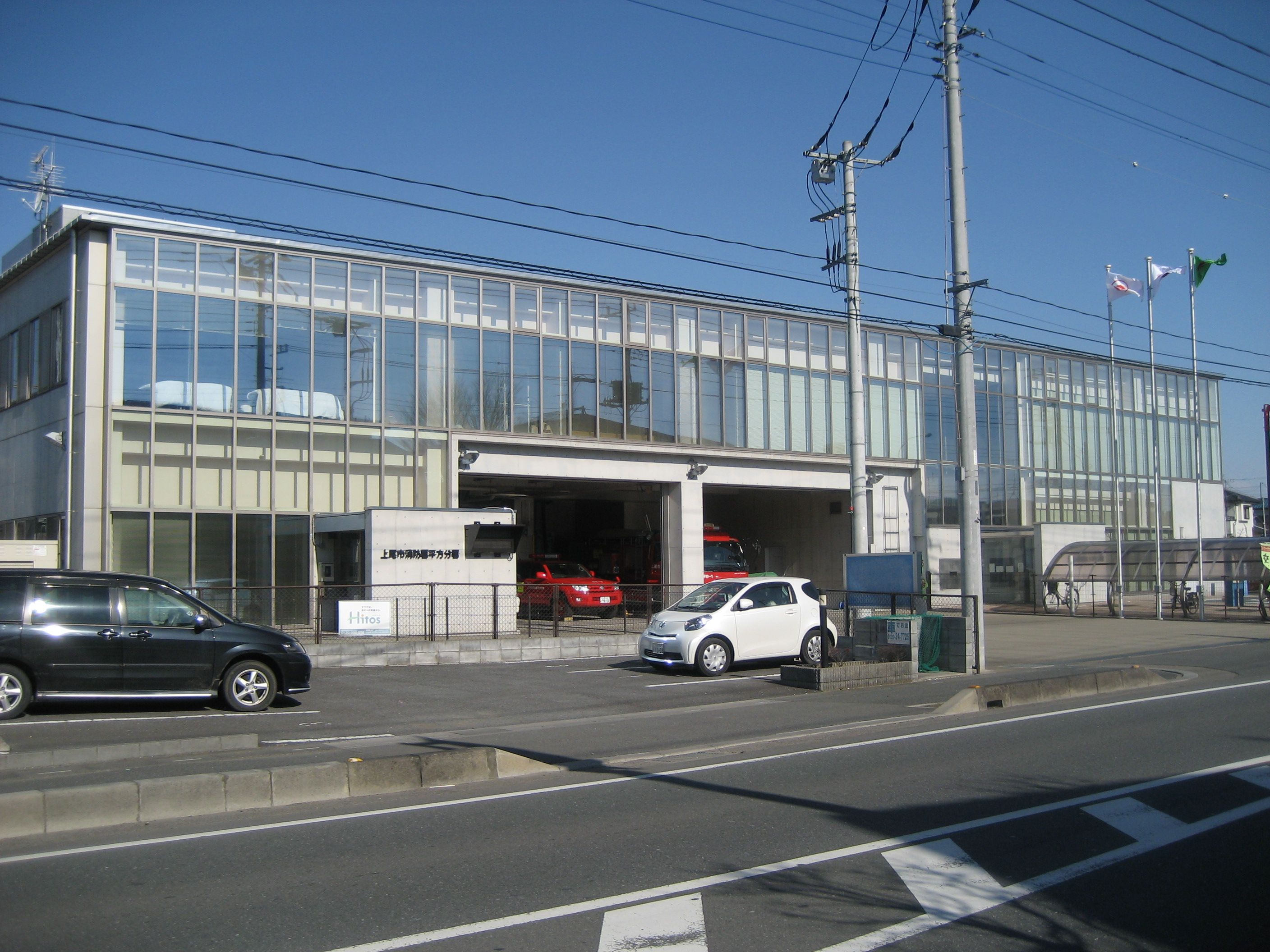
上尾市消防本部西消防署平方分署

- 埼玉県立上尾橘高等学校 - 指定緊急避難場所・指定一般避難所（地震のみ）に指定[82]。
- 上尾市立平方小学校 -  1873年（明治6年）1月創立。上尾市内では最も歴史が古い小学校[83]。指定緊急避難場所・指定一般避難所（地震のみ）に指定[82]。
- 上尾市立平方北小学校 - 指定緊急避難場所・指定一般避難所（地震のみ）に指定[82]。
- 上尾市立平方東小学校[84] - 指定緊急避難場所・指定一般避難所（地震のみ）に指定[82]。
- 上尾市立平方幼稚園
- きたはら学園 認定こども園泉の森（旧上尾きたはら幼稚園・すくすく保育園）
- 上尾市役所 平方支所
- 平方公民館
- 下宿公民館
- 上町会館
- 平方新田集落センター
- 平方南集落センター
- 西上尾第二団地（一部）
- 県営上尾丸山団地
- 上尾市図書館平方分館 - 上尾市立平方東小学校校舎内に所在
- 上尾市図書館たちばな分館
- 上尾丸山公園（総合公園） - 指定緊急避難場所（地震・大規模な火事）に指定[82]。
- 平方スポーツ広場（一部）
- 平方野球場[85]
- リバーサイドフェニックスゴルフクラブ - 旧名「川越初雁カントリークラブ」。「あげお花火大会」の開催時は花火の打ち上げ会場となる。

※ 上尾市立太平中学校は小敷谷2-3に立地するが、大字平方など平方地区の指定緊急避難場所のひとつに指定されている。

## その他
- 平方のどろいんきょ - 埼玉県指定無形民俗文化財[68]
- あげお花火大会 - 毎年7月下旬か8月上旬の土曜日に開催
- 三ツ又沼ビオトープ - 上尾市平方と川島町・川越市との境に所在するビオトープ[86]。もとは荒川と入間川の合流点であった。